# Baie de Loujine
La baie de Loujine (en russe Бухта Лужина), est une baie située dans l'oblast de Magadan en Russie.

## Description
Petite baie circulaire avec de hauts rivages rocheux, elle se trouve sur la côte nord de la mer d'Okhotsk et est séparée de la baie Shelting, plus grande, à l'est, par la péninsule d'Onara.

## Histoire
Des baleiniers américains naviguent dans la baie à la recherche de baleines boréales dans les années 1850 et 1860. Ils l'appellent alors Horseshoe Bay. Ils y jettent également l'ancre pour obtenir du bois et de l'eau. En 1860, l'Alice Frazier (406 tonnes), de New Bedford, tente d'y hiverner mais la glace de décembre se brise et entraine le navire en mer,.
La baie a été nommée en l'honneur du cartographe Fiodor Loujine,.